# جوسيف فيالا
جوسيف فيالا (بالتشيكية: Josef Fiala)‏ هو ملحن تشيكي، ولد في 3 فبراير 1748 في Lochovice ‏ في التشيك، وتوفي في 31 يوليو 1816 في دوناوشينغن في ألمانيا.

## وصلات خارجية
- جوسيف فيالا على موقع ميوزك برينز (الإنجليزية)
- جوسيف فيالا على موقع ديسكوغز (الإنجليزية)